# La Capelle
La Capelle é uma comuna francesa na região administrativa de Altos da França, no departamento de Aisne. Estende-se por uma área de 12,26 km². Em 2010 a comuna tinha 1 861 habitantes (densidade: 151,8 hab./km²).

## Pessoas ligadas à comuna
- Pierre Sellier, soldado que tocou o primeiro cessar-fogo a 7 de novembro de 1918, em La Capelle;
- Pe. Leão João Dehon, (La Capelle, 14 de março de 1843 - Bruxelas, 12 de agosto de 1925) religioso francês, Fundador da Congregação dos Sacerdotes do Sagrado Coração de Jesus (www.dehoniani.org)

## Eventos
A Feira do queijo, organizado a cada primeiro domingo de setembro